# Maranello
Maranello ist eine italienische Stadt in der Provinz Modena (Region Emilia-Romagna) mit 17.278 Einwohnern (Stand 31. Dezember 2023). Die Stadt ist bekannt als Sitz des Ferrari-Werkes und des dazugehörigen Rennstalls Scuderia Ferrari. Ebenfalls in Maranello beheimatet ist die Karosserieschmiede Carrozzeria Scaglietti, die heute zum Ferrari-Konzern gehört.

## Ferrari

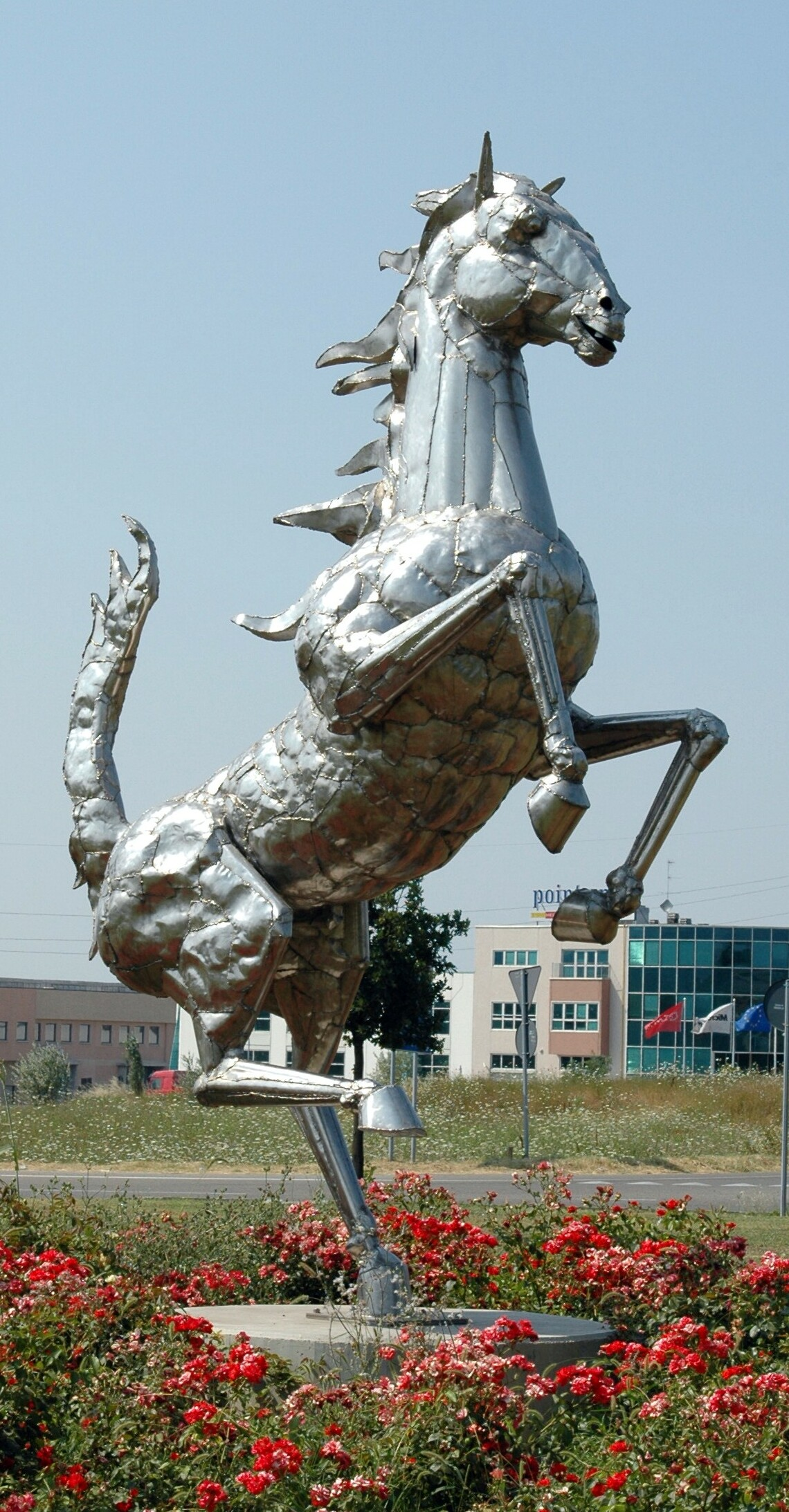
Cavallino rampante in Maranello

Besucher finden in Maranello zudem die Galleria Ferrari, das Museum bietet eine umfangreiche Sammlung an historischen Ferrari-Fahrzeugen. Ausgestellt sind seltene Serienmodelle, Prototypen und Formel-1-Rennwagen.
Am Ortseingang von Maranello aus Richtung Modena befindet sich auf der rechten Seite die Pista di Fiorano, das Ferrari-Werkstestgelände von Fiorano.
2004 wurde ein neues Verwaltungs- und Entwicklungszentrum nach Plänen von Doriana und Massimiliano Fuksas fertiggestellt.

## Ehrenbürger
- Enzo Ferrari (1898–1988), Automobilrennfahrer, Rennsportmanager und Gründer des Sport- und Rennwagenherstellers Ferrari
- Luca Cordero di Montezemolo (* 1947), von 1991 bis 2014 Verwaltungsratvorsitzender von Ferrari, wurde 2002 zum Ehrenbürger ernannt[3]
- Michael Schumacher (* 1969), deutscher Automobilrennfahrer und erfolgreichster Pilot der Scuderia Ferrari, wurde 2006 Ehrenbürger von Maranello

## Trivia
Der Pfarrer von Maranello läutet nach jedem Formel-1-Sieg Ferraris die Kirchenglocken.